# Ноайак (Тарн)
Ноайа́к (фр. Noailhac, окс. Nòstra Dama de Noalhac) — коммуна во Франции, находится в регионе Юг — Пиренеи. Департамент — Тарн. Входит в состав кантона Мазаме-1. Округ коммуны — Кастр.
Код INSEE коммуны — 81196.

## География

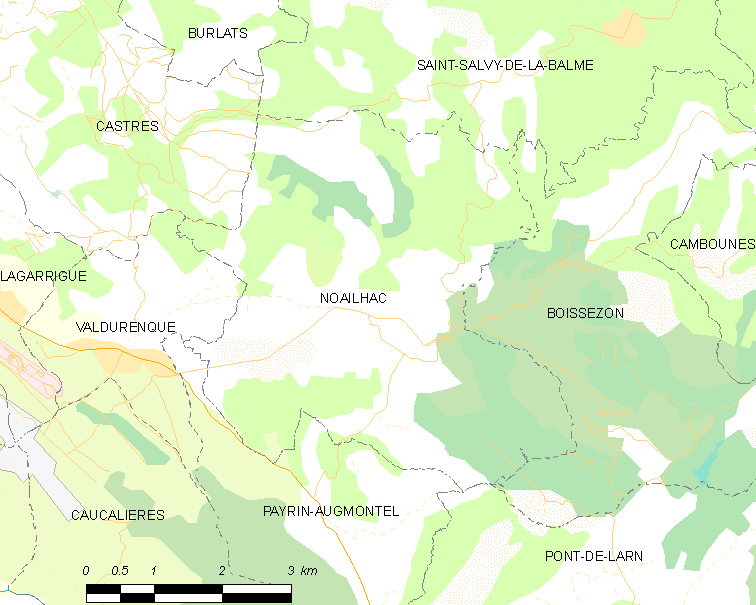
Карта коммуны

Коммуна расположена приблизительно в 590 км к югу от Парижа, в 75 км восточнее Тулузы, в 45 км к юго-востоку от Альби.
По территории коммуны протекает река Дюранк.

## Климат
Климат умеренно-океанический. Зима мягкая и дождливая, лето жаркое с частыми грозами. Ветры довольно редки.

## Население
Население коммуны на 2010 год составляло 827 человек.
| 1962 | 1968 | 1975 | 1982 | 1990 | 1999 | 2010 |
| ---- | ---- | ---- | ---- | ---- | ---- | ---- |
| 613  | 628  | 647  | 650  | 650  | 716  | 827  |

## Администрация
| Период | Период | Фамилия       | Партия                  | Примечания |
| ------ | ------ | ------------- | ----------------------- | ---------- |
| 2008   | 2014   | Жан-Луи Го    | Социалистическая партия |            |
| 2014   | 2020   | Франсис Матьё |                         |            |

## Экономика
В 2007 году среди 515 человек в трудоспособном возрасте (15—64 лет) 393 были экономически активными, 122 — неактивными (показатель активности — 76,3 %, в 1999 году было 76,6 %). Из 393 активных работали 355 человек (197 мужчин и 158 женщин), безработных было 38 (10 мужчин и 28 женщин). Среди 122 неактивных 42 человека были учениками или студентами, 45 — пенсионерами, 35 были неактивными по другим причинам.

## Достопримечательности
- Церковь Нотр-Дам (XII век). Исторический памятник с 1972 года.[4]